# Дельгадо, Марина Мелани
Марина Мелани Дельгадо (исп. Marina Melani Delgado; род. 12 июня 1995, Мар-дель-Плата, Буэнос-Айрес) — аргентинская футболистка, полузащитница мексиканского клуба «Атлетико Сан-Луис» и сборной Аргентины.

## Биография
Начала заниматься футболом в шестнадцать лет. Выступала за клубы «Уркиса» и «Бока Хуниорс». В составе клуба «Уаи Уркиса» Дельгадо три раза выигрывала золото в чемпионате Аргентины, один раз становилась обладателем Кубка страны.
В январе 2023 года перешла в московский «Локомотив», первый матч за клуб провела 11 марта 2023 года против команды «Енисей». После трёх проведённых игр в мае 2023 года покинула клуб и перешла в мексиканский клуб «Атлетико Сан-Луис».
В составе сборной Аргентины была бронзовым призёром Копа Америка-2022.